# 沙芹生
沙芹生（？年—？年），字採林，江蘇通州人，由道光元年辛巳恩科舉人大挑一等以知縣用，道光二十一年三月署四川順慶府岳池縣知縣。是一位政治人物，明清時曾在四川順慶府岳池縣（位於今四川東北部，武周萬歲通天二年分南充、相如二縣置，是一個千年古縣）擔任官吏。歷任峩邊通判、金堂縣知縣、屏山縣知縣。    